# Нємце (гміна)
Гміна Немце (пол. Gmina Niemce) — сільська гміна у східній Польщі. Належить до Люблінського повіту Люблінського воєводства.
Станом на 31 грудня 2011 у гміні проживало 17881 особа.

## Площа
Згідно з даними за 2007 рік площа гміни становила 141.16 км², у тому числі:
- орні землі: 86.00%
- ліси: 7.00%

Таким чином, площа гміни становить 8.41% площі повіту.

## Населення
Станом на 31 грудня 2011:
| Опис     | Загалом | Загалом | Чоловіки | Чоловіки | Жінки | Жінки |
| -------- | ------- | ------- | -------- | -------- | ----- | ----- |
| одиниця  | осіб    | %       | осіб     | %        | осіб  | %     |
| все      | 17881   | 100     | 8810     | 49.27    | 9071  | 50.73 |
| міське   | 0       | 100     | 0        |          | 0     |       |
| сільське | 17881   | 100     | 8810     | 49.27    | 9071  | 50.73 |

## Сусідні гміни
Гміна Немце межує з такими гмінами: Ґарбув, Ясткув, Камйонка, Любартів, Спічин, Вулька.